# Marek Sadzewicz

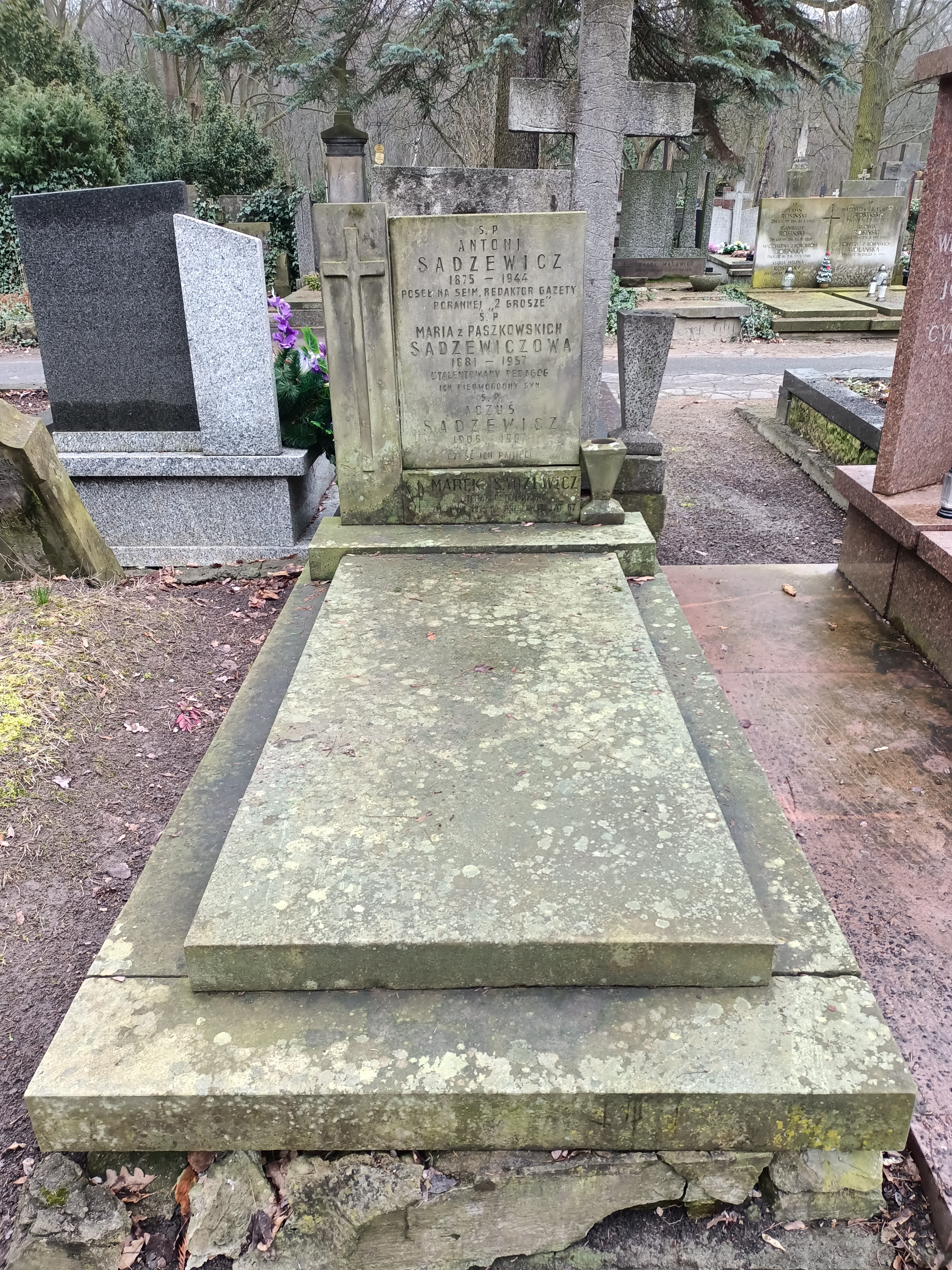
Grób Marka Sadzewicza na Cmentarzu Powązkowskim w Warszawie

Marek Juliusz Sadzewicz (ur. 24 września 1907 w Warszawie, zm. 21 sierpnia 1975 tamże) – polski dziennikarz, pisarz, publicysta.

## Biografia
Był synem Antoniego Sadzewicza i Marii Sadzewicz z d. Paszkowskiej.
W 1914 wyjechał z rodzicami do Rosji, powrócił do Polski w 1919, został uczniem Gimnazjum Towarzystwa im. Jana Zamoyskiego. W 1926 rozpoczął studia prawnicze na Uniwersytecie Warszawskim, pracował od tego czasu w redakcjach różnych pism warszawskich. W latach 1928/1929 odbył służbę wojskową. Studia na UW przerwał i powrócił do nich w 1930. W latach 1930–1939 pracował w redakcji „Gazety Polskiej” jako reporter i kierownik działu reportażu krajowego i zagranicznego. W latach 1930–1932 był członkiem redakcji „Echa Akademickiego”. Był członkiem Syndykatu Dziennikarzy Warszawskich i Fédération Internationale des Journalistes. W 1938 ukończył studia prawnicze na UW. Jako dramaturg zadebiutował w 1937 roku sztuką Strażackie zrękowiny (1937). opublikował też sztukę Dom Nenki (wspólnie z Anną Chylewską).
Brał udział jako ochotnik w kampanii wrześniowej, biorąc udział m.in. w bitwie pod Kockiem. Okupacje spędził jako jeniec w obozach jenieckich – oflagach. Tam brał udział w życiu kulturalnym i literackim. W Oflagu II B Arnswalde, na polecenie generała Brunona Olbrychta utworzył redakcję „Gazetki Obozowej”, po jej zawieszeniu redagował pismo „Za drutami”. W 1941 roku, po przeniesieniu obozu do Gross-Born i przemianowaniu go na Oflag II D, Sadzewicz zaangażował się w redagowanie obozowych czasopism podziemnych, takich jak „Znaki” (1942) czy „Alkaloidy”. Zamieszczał tu (anonimowo lub pod krypt. M. S.) notatki, artykuły, korespondencje, reportaże. W niewoli pisał także utwory literackie. Wtedy to powstała powieść obyczajowa Niedopyrz, ukazująca środowiska dziennikarskie Warszawy międzywojennej, która została opublikowana po wojnie w 1948 roku
Po likwidacji obozu w Gross-Born (stycznen 1945) został wraz z częścią jeńców przeniesiony do Stalagu X B, a potem z częścią jeńców do Bad Schwartau koło Lubeki. W maju 1945 obóz został wyzwolony przez Brytyjczyków.
W październiku 1945 powrócił do Polski. Wraz z grupą dziennikarzy założył czasopismo „Tydzień”, które ukazywało się w Łodzi od 14 VII 1946. Pracował w nim do 1948 (m.in. jako zastępca redaktora naczelnego i redaktor naczelny). Następnie pracował w redakcjach „Spólnoty Pracy” (1949-1950 - redaktor) , „Łowca Polskiego” (1949-1954) (był członkiem kolegium redakcyjnego i autorem stałego felietonu pod pseudonimem Rożenek), „Expressu Wieczornego” (1949-1950 - współpracownik), „Kuriera Codziennego” (1950-1952 - jako redaktor techniczny). W 1950 przygotowywał dla wydawnictwa Wiedza Powszechna serię "Biblioteczka Wiedzy Powszechnej", współpracował też z Polskim Radiem. Po 1952 został członkiem redakcji pisma Stolica, od 1964 publikował tam stały felieton W piątek po południu, współpracował z nim do końca życia. Był autorem powieści, opowiadań historycznych oraz prac historycznych.
W 1957 został odznaczony Złotym Krzyżem Zasługi, w 1967 Krzyżem Kawalerskim Orderu Odrodzenia Polski. W 1966 otrzymał Brązowy Medal „Za zasługi dla obronności kraju”.
Jest pochowany na Cmentarzu Powązkowskim.

## Wybrane publikacje
- Oflag. Pamiętnik jeńca wojennego (1946)
- Niedopyrz (1948)
- Jadwiżka i zalotnicy (1961)
- Skrzydła i buńczuki (1968)
- Powrót Katarzyny (1972)
- Bez ojczyzny (1975)[4]